# Resolució 9 del Consell de Seguretat de les Nacions Unides
La Resolució 9 del Consell de Seguretat de les Nacions Unides, és una resolució aprovada per unanimitat el 15 d'octubre de 1946. El Consell de Seguretat va determinar que una nació que no fos membre de la Cort Internacional de Justícia, voluntàriament podria portar un cas davant d'aquesta, sempre que aquesta nació es comprometés a acatar la sentència del Tribunal.